# Chalcofiel element
Een chalcofiel element is een scheikundig element dat voorkeur heeft zich met zwavel te verbinden. Deze elementen zijn daardoor veelvoorkomend in sulfiden en ertsen. Ze zijn compatibel (veel te vinden in) met de aardmantel) maar nauwelijks in de Aardkern.
Chalcofiele elementen zijn zilver, arseen, bismut, cadmium, koper, gallium, kwik, indium, lood, polonium, zwavel, antimoon, seleen, telluur, thallium en zink. Een deel van de verklaring waarom net deze elementen chalcofiel zijn, moet gezocht worden in de HSAB-theorie.